# Цифер
Цифер (на словашки: Cífer) е село в Търнавски край, западна Словакия. Населението му е 4886 души.
Разположено е на 139 m надморска височина в Среднодунавската низина, на 10 km югозападно от Търнава и на 33 km североизточно от Братислава. Първите писмени сведения за селището са от 1291 година, когато то е част от Унгария. През 1919 година е включено в новосъздадената Чехословакия, а през 1993 година – в независима Словакия.